# Pseudogerunda willemsei
Pseudogerunda willemsei är en insektsart som beskrevs av Bei-bienko 1935. Pseudogerunda willemsei ingår i släktet Pseudogerunda och familjen gräshoppor. Inga underarter finns listade i Catalogue of Life.